# Dorothy Parkerová
Dorothy Parkerová, rodným jménem Dorothy Rothschildová (22. srpna 1893 Long Branch – 7. června 1967 New York) byla americká spisovatelka, satirička, literární kritička a politická aktivistka. Proslula svým humorným pohledem na slabosti městského života 20. století.

## Život
Narodila se v newyorské rodině, byť na pláži v New Jersey, kde měli její rodiče letní byt. Její matka byla skotského, otec židovského původu. V pěti letech jí matka zemřela a od té doby měla k otci velmi problematický vztah. Nepřijala jeho novou ženu a začala nenávidět i jeho. Chodila kupodivu do katolické školy (ačkoli nevlastní matka byla protestantka a otec žid). I proti katolické výchově ve škole se ale bouřila. V devíti letech jí zemřela i nevlastní matka. Střední školu nakonec dokončila roku 1911. Dva roky poté zemřel její otec. Živila se pak jako klavíristka a zkoušela publikovat. V roce 1914 jí otiskli první báseň v časopise Vanity Fair. Krátce poté byla přijata jako redaktorka časopisu Vogue. V roce 1916 pak přešla do Vanity Fair. Rok poté si vzala burzovního makléře Edwina Ponda Parkera. S humorem sobě vlastním to později komentovala tak, že to udělala jen proto, aby se zbavila židovského jména.
V roce 1918 začala ve Vanity Fair psát divadelní recenze. V časopise si oblíbila dva kolegy, humoristu Roberta Benchleyho a dramatika Roberta E. Sherwooda. Spolu s nimi roku 1919 založila slavnou intelektuálně-umělecko-humoristickou skupinu zvanou Algonquin Round Table podle newyorského hotelu Algonquin, kde se její členové scházeli k pravidelným společným obědům. Časem se ke skupince vyžívající se v sarkasmu, ironii a nekonečném vtipkování přidala řada dalších newyorských novinářů, spisovatelů a herců. Zejména novinář Franklin Pierce Adams v novinovém sloupku The Conning Tower v New York Tribune a New York World často citoval Parkerové ostré ironické komentáře k současnému dění a zajistil jí tak slávu. Pro příliš ostré kritiky ji však nakonec z Vanity Fair vyhodili, načež Benchley a Sherwood solidárně odešli také. Členové skupiny pak založili vlastní magazín The New Yorker, který si časem vydobyl mimořádnou prestiž a existuje dodnes. Parkerová byla členkou první redakční rady a od druhého čísla hojně publikovala, i básně. Její recenze vycházely v rubrice nazvané Constant Reader (pod tímto názvem také vyšly souborně v 70. letech). O Algonquin Round Table pojednává film Mrs. Parker and the Vicious Circle z roku 1994. V „algonquinském období“ Dorothy také vydala své první sbírky povídek (Men I'm Not Married To, 1922) a básní (Enough rope, 1926; Sunset Guns, 1928). Zejména vydání první sbírky básní Enough rope se stalo kulturní událostí. Sbírky se prodalo 47 000 výtisků a široce se o ní diskutovalo. Parkerová se díky ní stala prototypem štiplavě sebe/ironické posmutnělé městské intelektuálky, přímo či nepřímo na ni bylo odkazováno v mnoha pozdějších amerických kulturních dílech.
V roce 1928 se rozešla s manželem a začalo její divoké období s několika milenci. Vyvrcholilo nechtěným těhotenstvím, které vyřešila potratem, po němž se ovšem dostavily deprese a pokus o sebevraždu. V souvislosti s jejím zhroucením se v roce 1929 rozpadla i Algonquin Round Table – její nevázaná „jazzová atmosféra“ ostatně v té době po krachu na newyorské burze vyprchala z celé Ameriky.
Parkerová se osobní krizi rozhodla vyřešit novým vztahem a odchodem z New Yorku. S novým manželem, hercem Alanem Campbellem, se vydala do Hollywoodu. Oba se chtěli stát filmovými scenáristy, scénáře často psali ve dvojici. Dvakrát se jí podařilo získat nominaci na Oscara za scénář (A Star Is Born, 1937; Smash-Up, the Story of a Woman, 1947). V této době také publikovala další sbírky povídek (After Such Pleasures, 1936; Here Lies, 1939) a básní (Death and Taxes, 1931).
Na konci 30. let se začala více politicky angažovat, roku 1936 založila Hollywood Anti-Nazi League a byla aktivní i v dalších protifašistických organizacích. Některé z nich však FBI podezřívala z toho, že jsou komunistické, což se jí po válce stalo osudným, stejně jako článek o španělské občanské válce, který v roce 1937 napsala pro komunistický časopis The New Masses. V éře mccarthismu se kvůli tomu dostala na hollywoodskou černou listinu a nemohla pro film dál pracovat.
V roce 1952 se proto vrátila do New Yorku. Žila sama (s Campbellem se rozvedli) v manhattanském hotelu Volney a živila se knižními recenzemi pro časopis Esquire. Rovněž se značně prohloubily její problémy s alkoholem, což kvalitu jejích textů nepříznivě ovlivnilo. V roce 1961 se vrátila do Hollywoodu a pokoušela se znovu sblížit a spolupracovat s Campbellem, jeho projekty však všechny zkrachovaly a v roce 1963 se předávkoval drogami. Poté se vrátila do New Yorku a znovu žila ve Volney. Trochu se uchytila v rozhlase. V závěru života proslula pliváním na Algonquin Round Table i vlastní dílo. Zemřela v osamění, veškerý majetek odkázala Martinu Lutheru Kingovi a National Association for the Advancement of Colored People. Pro urnu s jejím popelem si nikdo nepřišel, většinou byla v kanceláři jejího advokáta, který se ji 17 let marně snažil někomu svěřit.